# Stefaniola vexillata
Stefaniola vexillata är en tvåvingeart som beskrevs av Boris Mamaev och Pak 1989. Stefaniola vexillata ingår i släktet Stefaniola och familjen gallmyggor.
Artens utbredningsområde är Uzbekistan. Inga underarter finns listade i Catalogue of Life.